# Prazins Santo Tirso e Corvite
Prazins Santo Tirso e Corvite (llamada oficialmente União das Freguesias de Prazins Santo Tirso e Corvite) es una freguesia portuguesa del municipio de Guimarães, distrito de Braga.

## Historia
Fue creada el 28 de enero de 2013 en aplicación de una resolución de la Asamblea de la República de Portugal promulgada el 16 de enero de 2013 con la unión de las freguesias de Corvite y Santo Tirso de Prazins, pasando su sede a estar situada en la antigua freguesia de Santo Tirso de Prazins.

## Demografía
| Gráfica de evolución demográfica de Prazins Santo Tirso e Corvite entre 2011 y 2021 |
|                                                                                     |
| Datos según el nomenclátor publicado por el INE portugués.                          |